# Procol Harum (альбом)
Procol Harum — первый студийный альбом британской прогрессив рок-группы Procol Harum, выпущенный в сентябре 1967 года лейблом «Regal Zonophone» в Великобритании (в варианте моно) и лейблом «Deram Records» в США (в варианте моно и стерео). Содержание британского и американского издания также отличались, американский вариант содержал первый хит и одну из самых известных композиций группы — композицию «A Whiter Shade of Pale», изданную несколькими месяцами ранее в виде первого сингла группы, которая достигла первого места в британском чарте синглов (UK Singles Chart) 8 июня 1967 года и пятого места в американских чартах.

## Список композиций
Все песни написаны Гэри Брукером и Китом Ридом, кроме отмеченных.

### Оригинальное британское издание
Сторона один
1. «Conquistador» — 2:42 †
2. «She Wandered Through the Garden Fence»[5] — 3:29 †
3. «Something Following Me» — 3:40 †
4. «Mabel» — 1:55
5. «Cerdes (Outside the Gates Of)» — 5:07 †

Сторона два
1. «A Christmas Camel» — 4:54
2. «Kaleidoscope» — 2:57 †
3. «Salad Days (Are Here Again)» — 3:44 *
4. «Good Captain Clack» — 1:32
5. «Repent Walpurgis» (Мэтью Фишер) — 5:05 †

* Из фильма Separation
† alternates takes exist in stereo

### Оригинальное американское издание
Сторона один
1. «A Whiter Shade of Pale» (Гэри Брукер, Мэтью Фишер, Кит Рид)— 4:04
2. «She Wandered Through the Garden Fence» — 3:18
3. «Something Following Me» — 3:37
4. «Mabel» — 1:50
5. «Cerdes (Outside the Gates Of)» — 5:04

Сторона два
1. «A Christmas Camel» — 4:48
2. «Conquistador» — 2:38
3. «Kaleidoscope» / «Salad Days (Are Here Again)» — 6:31
4. «Repent Walpurgis» (Фишер) — 5:05

### Немецкое издание (Polydor 184 115)
Сторона один
1. «Homburg» — 3:55
2. «She Wandered Through the Garden Fence» — 3:29
3. «Something Following Me» — 3:40
4. «Mabel» — 1:55
5. «Cerdes (Outside the Gates Of)» — 5:07

Сторона два
1. «A Christmas Camel» — 4:54
2. «Kaleidoscope» — 2:57
3. «Salad Days (Are Here Again)» — 3:44
4. «Conquistator» — 1:32
5. «Repent Walpurgis» (Фишер) — 5:05

### CD-издание
1. «A Whiter Shade of Pale» — 4:06
2. «Conquistador» — 2:38
3. «She Wandered Through the Garden Fence» — 3:24
4. «Something Following Me» — 3:37
5. «Mabel» — 1:53
6. «Cerdes (Outside the Gates Of)» — 5:03
7. «A Christmas Camel» — 4:49
8. «Kaleidoscope» — 2:53
9. «Salad Days (Are Here Again)» — 3:38
10. «Good Captain Clack» — 1:30
11. «Repent Walpurgis» — 5:02

Бонус-треки
1. «Lime Street Blues» — 2:59
2. «Homburg» — 3:55
3. «Monseigneur Armand» — 2:23
4. «Seem to Have the Blues All the Time» — 2:46

## Участники записи
Procol Harum
- Мэтью Фишер — орган
- Дэвид Найтс — бас-гитара
- Барри Уилсон — ударные
- Робин Трауэр — гитара
- Гэри Брукер — вокал, фортепиано
- Кит Рид — автор текстов песен

Дополнительный персонал
- Рэй Ройер – гитара на «A Whiter Shade of Pale» (вместо Трауэра)
- Билл Эйден – ударные на «A Whiter Shade of Pale» (вместо Уилсона)